# A Cura da Terra
A Cura da Terra é uma obra de literatura infantojuvenil produzida pela escritora indígena Eliane Potiguara,  publicada originalmente pela Editora do Brasil em 2015.
A história do livro é construída a partir das experiências de Moína, uma menina, de origem indígena, que busca entender os sentidos e as transformações que marcam a sua realidade. Moína adora ouvir as histórias contadas por sua avó, e durante essas conversas, uma história em especial revelará a menina o sofrimento pelo qual seu povo passou, a sabedoria de seus ancestrais e como eles conseguiram a cura para um de seus bens mais preciosos: a terra. Em meio aos diálogos estão reflexões sobre o passado, presente e futuro que expõe as dores sofridas pelos ancestrais da menina durante o processo de colonização, que ajuda Moína a entender o sentido da vida, a história de seus ancestrais e a relação desses com a terra, o elemento da cura. 